# Alcozauca de Guerrero
Alcozauca de Guerrero, é uma cidade do estado de Guerrero, no México.